# 鼓浪屿工部局遗址
鼓浪屿工部局遗址位于今中华人民共和国福建省厦门市思明区鼓浪屿街道鼓新路40号，是全国重点文物保护单位鼓浪屿近代建筑群的子项目之一。1903年1月，鼓浪屿工部局设立，租用位于鼓新路40号的一幢英式楼房。该楼房建于1880年，坐西南朝东北，单层英式建筑，附有半地下隔潮层，四周为庭院。现建筑已毁，仅存建筑基址，地上可见残墙。后期工部局移至公平路办公，该建筑已不存。

## 历史
工部局（英語：Municipal Council，直译为市政委员会），是公共租界中用于具体形式权力的行政机构。鼓浪屿工部局的设立基本以上海工部局为蓝本:102。1902年，英国、美国、德国、法国、西班牙、丹麦、瑞典-挪威联盟与清政府在日本领事馆签订《厦门鼓浪屿公共地界章程》、《续订公地条约》、《鼓浪屿工部局律例》，鼓浪屿正式成为租界。其中在《章程》中规定“界内应设立工部局，专理界内应办事宜”。《律例》具体列明公共租界内市政管理的具体细则:90。1903年1月，鼓浪屿工部局成立，同年5月1日正式开始运作。工部局前期办公地点选在鼓新路40号英和记洋行建筑，后短暂移至内厝澳路原船坞附近。1908年，工部局在公平路岭脚新建楼房，在此地办公。鼓新路上的原办公建筑转让给泰利船坞公司王清波家族。1943年，日本与汪精卫国民政府签订协定，汪精卫国民政府收回鼓浪屿租界，工部局停止运行。1945年二战结束，国民政府陆续与各国签订新约，厦门地方当局接受鼓浪屿租界，所有租界特权被先后收回。1958年，因修建鼓浪屿区（现鼓浪屿街道）政府大楼，公平路的工部局后期建筑大部分被拆除，地基叠压于现有建筑之下；20世纪70年代—80年代，位于鼓新路的前期办公建筑被作为民居，地面及结构有所改动。2007年，该建筑坍塌:113-114, 131-132。

## 建筑
鼓新路的工部局遗址原建筑坐落于鼓新路与三明路交叉口北侧坡地上，建于清光绪六年（1880年），建筑风格为殖民地外廊式，四周环有围廊，外墙为连续拱券结构。平面呈矩形，主体长约30米、宽24米，北侧两角设有角楼。现存残墙以砖石混合砌成，红砖选用闽南本地红砖，以传统材料壳灰混红土填充砖缝，墙角采用条石交砌。地面以正方形闽南红砖为主，兼有六边形红砖。其他保存较为完整的结构有入口的台阶、台地挡土墙、防潮层的砖券结构:115-116。

## 保护
鼓新路的原建筑于2007年倒塌后就地掩埋，上盖公园。2011年6月—8月，厦门市文化局组织发掘鼓新路的一期遗址，较完整地揭露工部局建筑构造布局，发现有（鼓浪屿市政委员会，即工部局）铭文的奶瓶，这是唯一一件直接与工部局有关的出土文物；2012年3月—5月，对位于公平路鼓浪屿街道办院内的二期遗址组织发掘，仅发现一处遗迹，推测为原建筑墙基:129, 137。鼓新路的遗址在发掘结束后就地保护向公众展示。
2018年9月，位于鼓新路的工部局遗址被列入福建省第九批文物保护单位。2017年举行的第41届世界遗产大会上“鼓浪屿：国际历史社区”被正式列入《世界遗产名录》，工部局遗址以“代表性历史建筑、院落及设施”之名成为鼓浪屿53处核心要素的一部分。2019年10月，遗址作为鼓浪屿近代建筑群增补点的一处文物列为第八批全国重点文物保护单位，同时增补点的文物并入第六批全国重点文物保护单位鼓浪屿近代建筑群。
保护范围：东、南至三明路；西至鼓新路；北外扩20米至建筑遗址外。